# 松平重利 (松平重吉の子)
松平 重利（まつだいら しげとし、天文6年（1537年） - 永禄3年5月18日（1560年6月11日））は戦国時代の武将。能見松平宗家4代。通称は伝市郎、庄左衛門。
三河能見城主松平重吉の長男で、母は岩津松平家・松平親長の娘。子に松平昌利。能見松平宗家は重利の孫の昌吉の代に相模・武蔵・上総1630石の旗本となった。
永禄3年（1560年）の桶狭間の戦いの前哨戦である丸根砦の戦いにて戦死。享年24。
菩提寺は愛知県の観音寺。